# Ékigaïna
L'ékigaïna N est un cépage noir français créé par l'INRA par métissage.

## Origine et répartition
L'ékigaïna est un métis intraspécifique issu du croisement entre le tannat N et le cabernet sauvignon N. Il a été créé par les chercheurs de l'INRA Bordeaux. Il porte le numéro de clone 981 et a été homologué en 1991.
Il n'est pas encore répandu. En 1994, il n'était planté que sur 2 ha.

## Caractères ampélographiques
- Bourgeonnement moyennement velu.
- Jeunes feuilles rougeâtres.
- Feuilles adultes pentagonales à 5 ou 7 lobes, sinus ptiolaire peu ouvert en U ou à bords légèrement chevauchants et à fond souvent limité par la nervure près du point pétiolaire, des dents de taille moyenne à bords convexes, un limbe involuté, bullé et face inférieure duveteuse.
- Grappes et baies de taille moyenne et baies arrondies.

## Aptitudes
- Culturales[2]: Vigne de port demi-érigé, elle doit être conduite en taille longue et nécessite un palissage. Il présente une fertilité moyenne et régulière. Assez tardif, il permet d'éviter bien des épisodes de gelées printanières.
- Sensibilité aux maladies : Il ne présente pas de sensibilité particulière aux maladies, mais se montre assez sensible à la sécheresse[3]. Il est bien adapté aux vignobles du sud-ouest, particulièrement aux zones pyrénéennes de vin de pays. (il n'est pas homologué en AOC)
- Technologiques' ': Il permet de vinifier des vins colorés, charpentés, typés, relativement peu acides.